# UFC on ESPN: Barboza vs. Chikadze
UFC on ESPN: Barboza vs. Chikadze (também conhecido como UFC on ESPN 30 e UFC Vegas 35) foi um evento de artes marciais mistas produzido pelo Ultimate Fighting Championship, que aconteceu em 28 de agosto de 2021, nas instalações do UFC Apex em Enterprise, Nevada, parte da área metropolitana de Las Vegas, Estados Unidos.

## Detalhes
Uma luta na categoria peso-pena entre Edson Barboza e Giga Chikadze foi a atração principal do evento.
A final da temporada de The Return of The Ultimate Fighter: Team Volkanovski vs. Team Ortega ocorreu neste evento, apresentando as finais do torneio das divisões de peso-médio e peso-galo. Tresean Gore se retirou da final dos médios contra Bryan Battle devido a uma lesão no menisco e foi substituído por Gilbert Urbina.
Uma luta na categoria peso-meio-pesado entre Dustin Jacoby e Askar Mozharov estava agendada para o evento. No entanto, Mozharov foi removido do evento por motivo não divulgado e foi substituído por Darren Stewart.
Uma luta na categoria peso-meio-médio entre o ex-desafiante ao título interino do Peso Leve do UFC, Kevin Lee e Sean Brady foi remarcada para o evento. A luta havia sido inicialmente agendada para o UFC 264, mas Lee se retirou devido a uma lesão e a luta foi cancelada. Posteriormente, a luta foi novamente cancelada após Brady se retirar devido a uma infecção no pé. Lee acabou enfrentando Daniel Rodriguez no lugar.
Uma luta na categoria peso-mosca entre o ex-desafiante ao título do Peso Mosca do UFC, Alex Perez e Matt Schnell foi remarcada para o evento. Eles estavam originalmente programados para se enfrentar no UFC 262, antes de Perez ser forçado a se retirar por motivos não divulgados. A luta foi então transferida para o UFC Fight Night: Brunson vs. Till devido a razões não divulgadas.
Uma luta na categoria peso-galo feminino entre Joselyne Edwards e Zarah Fairn Dos Santos estava prevista para acontecer neste evento. No entanto, o combate foi cancelado no final de julho, pois Edwards foi retirada do evento para lutar contra Jessica-Rose Clark no Jessica-Rose Clark no UFC Fight Night: Costa vs. Vettori em outubro.
Kevin Croom estava previsto para enfrentar Marcelo Rojo em uma luta na categoria peso-pena no evento. No entanto, Croom foi retirado do card em meados de agosto por motivos não divulgados.  Em seguida, Rojo foi remarcado para enfrentar Jonathan Martinez na semana seguinte, no UFC Fight Night: Brunson vs. Till.
Antônio Braga Neto e Abdul Razak Alhassan estavam previstos para se enfrentar em uma luta na categoria peso-médio uma semana antes, no UFC on ESPN: Cannonier vs. Gastelum. No entanto, a luta foi remarcada para este evento. Porém, Neto foi retirado do card em 21 de agosto por motivos não divulgados e o combate foi cancelado.
Uma luta na categoria peso-médio entre Alessio Di Chirico e Aliaskhab Khizriev também estava prevista para ocorrer no evento. No entanto, na semana anterior ao evento, Khizriev se retirou devido a uma lesão não divulgada. Di Chirico foi então agendado para enfrentar Alhassan em seu lugar.
A medalhista de prata olímpica de 2004 no wrestling e ex-desafiante ao título do UFC na categoria peso-galo feminino, Sara McMann estava prevista para se enfrentar com Ketlen Vieira  em uma revanche na divisão peso-galo feminino neste evento. Elas haviam se enfrentado anteriormente no UFC 215, com Vieira vencendo por um mata-leão no segundo round. No entanto, McMann anunciou em meados de agosto que uma "relesão" a forçou a se retirar do combate.
Uma luta na categoria peso-mosca feminino entre Tracy Cortez e JJ Aldrich estava agendada para o evento. No entanto, Cortez foi retirada da luta devido a uma lesão. Ela foi substituída pela novata da promoção, Vanessa Demopoulos.
Uma luta na categoria peso-galo entre Mario Bautista e Guido Cannetti estava prevista para o evento. No entanto, Bautista testou positivo para COVID-19 e foi retirado do card. le foi substituído por Mana Martinez. Durante a pesagem, Martinez pesou 140 libras, quatro libras acima do limite para lutas sem título na categoria peso-galo. A luta seguiu como uma disputa em peso combinado e Martinez teve que perder 30% de sua bolsa para Cannetti.

## Resultados
1. ↑  A final do torneio de peso médio do The Ultimate Fighter 29 aconteceu no evento.
2. ↑  A final do torneio de peso galo do The Ultimate Fighter 29 aconteceu no evento.
3. ↑  Turman foi penalizado duas vezes com a perda de um ponto no round 3 devido a repetidos dedos nos olhos.

## Bônus da noite
Os seguintes lutadores receberam bônus de US$50.000:
- Luta da noite: Nenhum bônus concedido.
- Performance da noite: Giga Chikadze, Gerald Meerschaert, Abdul Razak Alhassan e Pat Sabatini;